# Theodore Van Kirk
Theodore Van Kirk (Northumberland, 27 février 1921 - Stone Mountain, 28 juillet 2014) est un aviateur américain de l'US Air Force. Il fut le navigateur du B-29 Enola Gay qui largua la première bombe atomique sur Hiroshima le 6 août 1945. Au moment de sa mort en 2014, il était le dernier survivant de l'équipage de l'Enola Gay.

## Biographie

### Seconde guerre mondiale

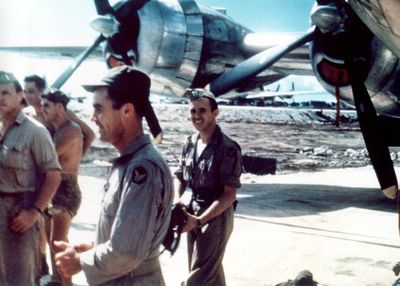
Teddy Van Kirk (à droite, derrière Paul Tibbets) au retour de la mission sur Hiroshima.

Né à Northumberland en Pennsylvanie le 27 février 1921, Theodore Van Kirk rejoint le programme d'entraînement des cadets de l'armée de l'air l'année de ses vingt ans. Il en sort breveté le 1er avril 1942 et affecté au 97th Bomb Group, première unité opérationnelle de Boeing B-17 Flying Fortress basée en Angleterre. Navigateur à bord du Red Gremlins, il y fait la connaissance de Paul Tibbets et Thomas Ferebee qu'il retrouvera plus tard pour la mission sur Hiroshima. D'août à octobre 1942, l'équipage effectue des missions de bombardement sur le front de l'ouest puis il transporte vers Gibraltar le général Clark, commandant en second de l'opération Torch, avant que celui-ci ne prenne un sous-marin vers l'Algérie afin de négocier avec les troupes du régime de Vichy. Le mois suivant, toujours vers Gibraltar, il transporte le général Eisenhower lors du déclenchement de l'opération Torch. Au cours de cette dernière, Theodore Van Kirk et ses compagnons participent à des missions sur l'Afrique du Nord. Après 58 missions, il retourne aux États-Unis pour servir en tant qu'instructeur pour les jeunes navigateurs.

### La mission atomique
En été 1944, il est contacté par Paul Tibbets afin de rejoindre le 509th Composite Group qui va se constituer en décembre sur le Wendover Army Air Field dans l'Utah. Le groupe, équipé de Boeing B-29 Superfortress, est spécialement destiné à larguer les bombes atomiques sur le Japon. Teddy Van Kirk participe à l'entraînement en Utah avant de suivre l'unité lors de son installation sur l'île de Tinian qui sera la base de départ pour le bombardement d'Hiroshima. Le 6 août 1945 à 2 heures 45, il prend son poste de navigateur à bord de l'Enola Gay et après plus de six heures de vols, donne à Thomas Ferebee les renseignements dont il a besoin pour pointer sa cible et larguer la bombe.

### Après-guerre

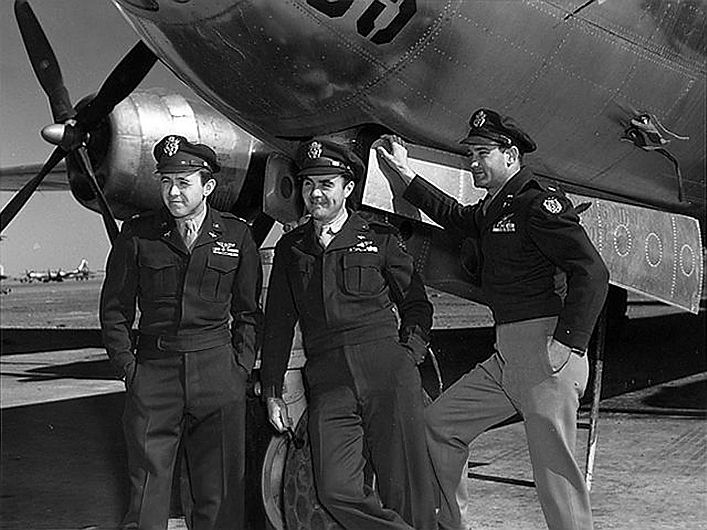
Theodore Van Kirk (à gauche) avec Paul Tibbets et Thomas Ferebee.

Theodore Van Kirk participe en juillet 1946 à l'opération Crossroads dans l'atoll de Bikini puis quitte l'armée en août suivant avec le grade de Major. Il reprend des études et obtient un baccalauréat et une maîtrise en génie chimique en 1950 à l'université Bucknell,. Par la suite, il occupe divers postes de technicien, de recherche et de commerce au sein de la société DuPont de Nemours. Par la suite, il intervient régulièrement dans des musées ou des manifestations aériennes pour raconter son expérience jusqu'à sa mort le 28 juillet 2014 à Stone Mountain.

## Décorations
|  |  | Silver oak leaf cluster · Silver oak leaf cluster · Silver oak leaf cluster |

| Silver Star | Silver Star | Distinguished Flying Cross | Distinguished Flying Cross | Air Medal Avec trois feuilles de chêne en argent | Air Medal Avec trois feuilles de chêne en argent |